# Amicijeva prizma
Amicijeva prizma je optična prizma, ki je zlepljena iz dveh trikotnih prizem. Vsaka prizma je iz drugačne snovi. Običajno je ena prizma iz kronskega stekla (srednje velika disperzija), druga pa iz kremenčevega stekla (močna disperzija). 
Koti prizme so izbrani tako, da se samo za eno valovno dolžino (barvo) paralelno premakne smer žarka glede na smer vstopnega žarka. To valovno dolžino imenujemo centralna valovna dolžina. Ostale valovne dolžine vpadajoče svetlobe se odbijejo. 
Posebna oblika Amicijeve prizme je dvojna Amicijeva prizma. Ta vrsta prizme nam da žarek v isti smeri kot jo ima vhodni žarek. Ta lastnost je zelo uporabna v ročnih spektroskopih.
Imenuje se po italijanskem astronomu Giovanniju Battisti Amiciju (1786 – 1863).